# ホワイトハウス (自動車販売)
株式会社ホワイトハウス（英: WHITE HOUSE Co.,ltd.）は、愛知県名古屋市名東区に本社を置く自動車ディーラーを運営する企業。

## 概要
愛知県名古屋市を拠点に中京地区にて以下の事業を展開している。
輸入車の正規販売事業
- プジョー・シトロエン・DSオートモビルズ・BMW・MINI・フィアット・アバルト・アルファ ロメオ・ボルボ・ジャガー・ランドローバー・アウディ・ケータハム・ハイマーの正規ディーラーを展開。
- 総輸入販売元として、ポラリス・インダストリーズのオフロードビークル「スリングショット」を展開。

輸入二輪車の正規販売事業
- トライアンフ、MVアグスタ、ドゥカティの正規ディーラーを展開。
- 総輸入販売元としてインディアンモーターサイクルの正規ディーラーを展開。

国産車の正規販売事業
- 本田技研工業（ホンダ）の正規ディーラーを展開。

オリジナル製品販売事業
- ホワイトハウスキャンパーとしてキャンピングカー事業を展開[3]。
- スマートレコ（ドライブレコーダー）事業を展開[4]。

中古輸入車販売事業
- オートプラネットを愛知県東郷町に展開。

## 沿革
出典：
- 1979年（昭和54年）11月 - 名古屋市天白区に、中古車販売業を手がける中日本自動車株式会社を創業。
- 1980年（昭和55年）12月 - 株式会社ホワイトハウスに社名変更。名古屋市天白区に中古車販売店「ホワイトハウス」を開設。
- 1986年（昭和61年）11月 - 現在地に本社ビルを取得し、本社を移転。
- 1987年（昭和62年）
  - 2月 - 株式会社エー・アール・ジェイ名古屋（のち平成11年4月に合併）を設立。オースチン・ローバー・ジャパンとディーラー契約を締結し、ローバー、ランドローバー、MG、MINIクラシックの販売を開始。
  - 8月 - 株式会社ホンダ販売名東を設立。本田技研工業とディーラー契約を締結し、ホンダ車の販売を開始。
- 1992年（平成4年）9月 - インチケープ・プジョー・ジャパン株式会社（現・Groupe PSA Japan）とディーラー契約を締結し、プジョー車の販売を開始。
- 2001年（平成13年）
  - 1月 - ランドローバージャパン株式会社とディーラー契約を締結し、ランドローバー車の販売を開始。
  - 1月 - ビー・エム・ダブリュー株式会社（現・BMW JAPAN）とディーラー契約を締結し、MINIの販売開始。
  - 1月 - ピー・エー・ジー・日本株式会社とディーラー契約を締結し、ボルボ車の販売を開始。
  - 4月 - 株式会社モトーレン東海を設立。BMWとディーラー契約を締結し、6月よりBMWの販売開始。
- 2002年（平成14年）
  - 9月 - フィアットオートジャパン株式会社（のちFCAジャパンを経て、現・Stellantisジャパン）とディーラー契約を締結し、フィアット、アルファロメオの販売開始。
  - 11月 - オートプラネット名古屋を開設。
- 2003年（平成15年）3月 - シトロエン・ジャポン株式会社とディーラー契約を締結し、シトロエンの販売開始。
- 2007年（平成19年）11月 - トライアンフジャパン株式会社（現・トライアンフ モーターサイクルズジャパン）とディーラー契約を締結し、トライアンフの販売開始。
- 2009年（平成21年）
  - 1月 - 株式会社MV・アグスタ・ジャパンとディーラー契約を締結し、MVアグスタの販売開始。
  - 4月 - フィアットグループオートモービルズジャパン株式会社とディーラー契約を締結し、アバルトの販売開始。
  - 10月 - ピーシーアイ株式会社とディーラー契約を締結し、ケータハムの販売開始。
  - 12月 - ジャガー・ランドローバー・ジャパン株式会社とディーラー契約を締結し、ジャガーの販売開始。
- 2010年（平成22年）
  - 3月 - ドゥカティ・ジャパン株式会社とディーラー契約を締結し、ドゥカティの販売開始。
  - 4月 - インディアンモーターサイクル社（のちポラリス・インダストリーズ社に吸収合併）と日本における独占輸入契約を締結し、インディアンの販売開始。
  - 12月 - 株式会社ホワイトハウスユーロオートモーティブを設立。アウディジャパン株式会社とディーラー契約を締結し、翌年7月よりアウディの販売開始。
- 2011年（平成23年）1月 - ドライビングレコーダー「スマートレコ」をプライベートブランドとして企画、販売。
- 2013年（平成25年）
  - 3月 - ポラリス・インダストリーズ社と日本における独占輸入契約を締結し、ヴィクトリーモーターサイクルズの販売開始。
  - 12月 - キャンピングカーを中心とした特殊車両の生産工場を豊田市に設立。
- 2014年（平成26年）
  - 4月 - 株式会社TCLを新たに設立し、トータルカーライフサポート事業部として、商品の企画・開発・販売を開始。
  - 5月 - ホワイトハウスコリアを韓国ソウル市に設立。メルセデス・ベンツ・スプリンターをベースとしたキャンパーモビルとオフィスモビルの企画・製造・販売を手がける。
  - 7月 - ポラリス・インダストリーズ社とオフロードビークルの日本における独占輸入契約を締結。ポラリス・インダストリーズ社とスリングショットの日本における独占輸入契約を締結。
- 2015年（平成27年）
  - 1月 - ハイマージャパンとディーラー契約を締結
  - 4月 - 株式会社ホワイトハウスオートモービルを新たに設立。
- 2017年（平成29年）4月29日 - 名古屋市瑞穂区に「DSストア名古屋」オープン。[6]

## 関連会社
出典：
- 株式会社ホンダ販売名東
- 株式会社モトーレン東海
- 株式会社ホワイトハウスユーロオートモーティブ
- 株式会社ホワイトハウスオートモービル